# Myrmecodillo otion
Myrmecodillo otion är en kräftdjursart som först beskrevs av Barnard1958.  Myrmecodillo otion ingår i släktet Myrmecodillo och familjen Armadillidae. Inga underarter finns listade i Catalogue of Life.